# Alcool vanillique
L'alcool vanillique, alcool de vanillyle, ou 4-(hydroxyméthyl)-2-méthoxyphénol est un composé aromatique de la famille des vanilloïdes, de formule C8H10O3. Il est présent dans de nombreux fruits, végétaux, herbes, notamment la plupart des sous-espèces de Capsicum, ou encore dans l'épinette de Sitka (Picea sitchensis). Il est utilisé comme arôme et parfum.

## Propriétés
L'alcool vanillique est constitué d'un cycle d'alcool benzylique, substitué par un groupe méthoxyle et un groupe hydroxyle en position 3 et 4. Sa structure dérive ainsi de celle du gaïacol et est presque identique à celle de la vanilline où un groupe aldéhyde est à la place de l'hydroxyle en position benzylique.
Il se présente sous la forme d'un solide cristallin blanc cassé à l'odeur douce, sucrée, balsamique, proche de la vanille, très légèrement soluble dans l'eau, mais soluble dans les solvants organiques.

## Synthèse
L'alcool vanillique peut être produit par hydrogénation catalytique de la vanilline, qui produit également du créosol (2-méthoxy-4-méthylphénol).

## Réactions
L'alcool vanillique peut être oxydé en vanilline. Cette réaction est catalysée dans la nature par l'enzyme alcool vanillique oxydase (EC 1.1.3.38) qui catalyse également l'oxydation de nombreux alkylphénols.

## Utilisation
L'alcool vanillique est classifié GRAS (Generally Recognized As Safe, FDA GRAS#3737) par la FDA américaine, et peut être utilisé comme additif alimentaire, notamment comme arôme ou parfum.